# Oligopogon hybotinus
Oligopogon hybotinus är en tvåvingeart som först beskrevs av Friedrich Hermann Loew 1847.  Oligopogon hybotinus ingår i släktet Oligopogon och familjen rovflugor. Inga underarter finns listade i Catalogue of Life.